# Faculdade de Direito da Universidade Lusíada do Porto
A Faculdade de Direito da Universidade Lusíada do Porto (FDULP) é um estabelecimento de ensino superior privado da Universidade Lusíada do Porto dedicado ao ensino da lei.